# Miasto statutarne
Miasto statutarne (czes. Statutární město, niem. Statutarstadt) – miasto, którego administracja zorganizowana jest według lokalnego prawa, zawartego w statucie miejskim. Miasta statutarne istnieją w Czechach oraz Austrii. Na Słowacji, w Słowenii i we Włoszech statut tego typu ma każda gmina. Miasta statutarne funkcjonowały przed 1918 r. na terenie Austro-Węgier (było nim m.in. Bielsko).
W Czechach własny statut posiadają (według stanu na sierpień 2018): Brno, Cieplice, Chomutov, Czeskie Budziejowice, Děčín, Frydek-Mistek, Hawierzów, Hradec Králové, Igława, Jablonec nad Nysą, Karlowe Wary, Karwina, Kladno, Liberec, Mladá Boleslav, Most, Ołomuniec, Opawa, Ostrawa, Pardubice, Pilzno, Praga (de facto), Prościejów, Przerów, Trzyniec, Uście nad Łabą i Zlin.
Austriackimi miastami statutarnymi są: Eisenstadt, Graz, Innsbruck, Klagenfurt am Wörthersee, Krems an der Donau, Linz, Rust, Salzburg, St. Pölten, Steyr, Villach, Waidhofen an der Ybbs, Wels, Wiedeń i Wiener Neustadt. Jednocześnie są one miastami na prawach powiatu, czyli gminami (Gemeinde) wypełniającymi zadania powiatu (Bezirk).